# Abderrazak Zouari
Pour les articles homonymes, voir Zouari.
Abderrazak Zouari (arabe : عبد الرزاق الزواري), né le 19 juin 1950 à Sfax, est un économiste, universitaire et homme politique tunisien. Il est ministre du Développement régional et local du 7 mars au 24 décembre 2011 au sein du gouvernement de Béji Caïd Essebsi.

## Biographie

### Famille et études
Abderrazak Zouaoui est doctorant de la Sorbonne (France) ; il soutient une thèse sur les déterminants de l'emploi en 1978.

### Carrière professionnelle
Directeur de l'École supérieure de commerce de Tunis entre 1991 et 1997, il est professeur à l'université de Carthage et professeur invité en politique commerciale et intégration régionale à l'université Panthéon-Assas, en économie des intermédiaires financiers, en approches des risques sur les marchés monétaires et financiers, ainsi qu'en économie et gestion des risques sociaux à l'université de Rouen-Normandie.
Membre du conseil d'administration de la Banque centrale de Tunisie, il devient président du conseil d'administration de l'Union bancaire pour le commerce et l'industrie en novembre 2011 puis senior advisor à la direction africaine de BNP Paribas en juin 2016.

### Carrière politique
À la suite de la révolution de 2011, il devient, le 27 mars de la même année, ministre du Développement régional, au sein du gouvernement de Béji Caïd Essebsi. Son secrétaire d’État est Néjib Karafi.

## Vie privée
Il est marié et père de deux enfants.

## Décoration
- Commandeur de l’Ordre de la République tunisienne[5] ;
- Chevalier de l'ordre des Palmes académiques[4] (France).

## Publications
- Tunisie : une nouvelle vision du développement régional, Tunis, Imprimerie officielle, 2011.